# Clareni
I clareni sono un'antica congregazione di francescani riformati: vennero uniti agli osservanti nel 1568.

## Storia
Le prime comunità eremitiche di clareni sorsero nell'Italia centrale tra il 1437 e il 1439: il loro stile di vita si ispirava alla predicazione di Angelo Clareno, che propugnava il ritorno alla stretta osservanza della regola francescana e alla restaurazione della povertà evangelica; pur rifacendosi alla figura di Clareno, non erano "spirituali" né "fraticelli" e più volte i pontefici intervennero in difesa della loro forma di vita (lettera di papa Eugenio IV del 9 novembre 1446; lettera di papa Niccolò V del 4 luglio 1447).
Diffusi nelle Marche, in Umbria, in Abruzzo e nel Lazio, in origine erano soggetti alla giurisdizione dei vescovi locali ma, l'11 marzo 1473, papa Sisto IV li unì all'ordine francescano e diede loro la facoltà di eleggersi un vicario generale. Tale situazione durò pochi anni perché i clareni tornarono presto sotto la giurisdizione vescovile.
I clareni conservarono la propria indipendenza anche dopo la separazione dei frati della regolare osservanza dai conventuali (1517), ma papa Pio V, con la bolla Beatus Christus salvatoris del 23 gennaio 1568, li incorporò ai minori osservanti.